# Планината помежду ни
„Планината помежду ни“ (на английски: The Mountain Between Us) е американска драма от 2017 г. на режисьора Хани Абу-Асад, адаптация на едноименния роман от 2011 г. на Чарлс Мартин. Във филма участват Идрис Елба и Кейт Уинслет. Премиерата на филма е на Международния филмов фестивал в Торонто през 2017 г., а по кината в Съединените щати излиза на 6 октомври 2017 г. от „Туентиът Сенчъри Фокс“.

## Актьорски състав
| Актьор          | Роля                             |
| --------------- | -------------------------------- |
| Идрис Елба      | доктор Бен Бас, неврохирург      |
| Кейт Уинслет    | Алекс Мартин, фотожурналист      |
| Дърмът Мълроуни | Марк Робъртсън, годеник на Алекс |
| Бо Бриджис      | Уолтър, пилот                    |
| Ралей и Остин   | кучето на Уолтър                 |

## Снимачен процес
Снимките започват на 5 декември 2016 г. във Ванкувър и продължават до 24 февруари 2017 г. Някои от сцените с Елба и Уинслет са заснети на летищата във Ванкувър и Абътсфорд.

## В България
В България филмът е издаден на DVD от А Плюс Филмс на 26 февруари 2018 г.
На 18 май 2020 г. е излъчен премиерно по „Би Ти Ви Синема“ с български дублаж, записан в студио VMS. Екипът се състои от:
| Озвучаващи артисти  | Петя Абаджиева Момчил Степанов Станислав Димитров Александър Воронов Ани Василева |
| Преводач            | Яна Кецкерова                                                                     |
| Тонрежисьор         | Сибин Златарев                                                                    |
| Режисьор на дублажа | Веселина Стоилова                                                                 |